# Aïn Ben Khelil
Aïn Ben Khelil est une commune de la wilaya de Naâma en Algérie.
Elle couvre une superficie de 3 790 km2 et compte fin 2008 une population de 12 632 habitants.